# Magnolia kingii
Espèce
Statut de conservation UICN

 DD  : Données insuffisantes
Magnolia kingii est une espèce de plantes à fleurs de la famille des Magnoliaceae. C'est un arbre trouvé en Asie.

## Description
C'est un arbre.

## Répartition et habitat
L'espèce est trouvée en Asie : Inde (Assam, Sikkim), est de l'Himalaya, Bangladesh.
Elle vit en milieu tropical humide.